# 中共郁南县中心支部原址
中共郁南县中心支部原址，位于中国广东省云浮市郁南县建城中心小学，为郁南县的一个县级文物保护单位，类型为近现代重要史迹及代表性建筑，公布时间为2003年4月8日。
中共郁南县中心支部原址的历史年代为近代。